# Janne Holmén
Janne Holmén (Jomala, Åland), 26 september 1977) is een Finse langeafstandsloper. Hij werd Europees kampioen op de marathon en meervoudig Fins kampioen op de 10.000 m. Ook nam hij tweemaal deel aan de Olympische Spelen, maar won hierbij geen medailles.

## Loopbaan
In 1999 won Holmén een zilveren medaille op de 10.000 m tijdens de Europese kampioenschappen voor atleten onder 23 jaar in 28.40,87. Zijn beste prestatie tot op heden is het winnen van de marathon op de Europese kampioenschappen van 2002 in München. Met een tijd van 2:12.14 versloeg hij de Est Pavel Loskutov (zilver; 2:13.18) en de Spanjaard Julio Rey (brons; 2:13.21).
Op de Olympische Spelen van 2004 in Athene finishte Holmén op een 22e plaats in een tijd van 2:17.50. Op de EK van 2006 in Göteborg behaalde hij een zevende plaats in een tijd van 2:13.10.
Op 15 april 2007 werd Holmén achtste op de marathon van Rotterdam met een tijd van 2:14.18. Een jaar later liep hij in Rotterdam wederom een knappe race en werd negende in een persoonlijk record van 2:10.46. Op de Olympische Spelen van Peking eindigde hij als negentiende in 2:14.44.
Holmén komt uit een hardloopfamilie; zijn moeder Nina werd Europees kampioene op de 3000 m in 1974. Zijn vader Rune is zijn trainer en ook een voormalig hardloper. Hij woont in Uppsala met zijn vrouw Laila Skah (zus van Khalid Skah) en twee zonen. Hij studeerde aan de universiteit van Uppsala en behaalde in 2006 zijn doctoraat.

## Titels
- Europees kampioen marathon - 2002
- Fins kampioen 10.000 m - 1999, 2000, 2001, 2003

## Persoonlijke records
Baan
| Onderdeel | Prestatie | Datum        | Plaats       |
| --------- | --------- | ------------ | ------------ |
| 1500 m    | 3.54,21   | 21 juli 2001 | Mariehamn    |
| 3000 m    | 8.04,01   | 1999         |              |
| 5000 m    | 13.35,62  | 15 juli 2001 | Lappeenranta |
| 10.000 m  | 28.09,94  | 15 juni 2003 | Turku        |

Weg
| Onderdeel      | Prestatie | Datum          | Plaats    |
| -------------- | --------- | -------------- | --------- |
| halve marathon | 1:03.01   | 7 oktober 2001 | Bristol   |
| marathon       | 2:10.46   | 13 april 2008  | Rotterdam |

## Belangrijke prestaties

### 5000 m
- 1998:  Juhannuskisat - 14.13,54
- 1999:  European Cup in Lahti - 13.44,98
- 1999: 4e EK U23 - 13.53,12
- 1999: 5e SWE vs FIN - 14.23,05
- 2000: 4e Paavo Nurmi Games - 13.37,29
- 2001:  Karelia Games - 13.35,62
- 2001:  FIN-SWE Meeting - 13.50,03
- 2003:  Europacup in Lappeenranta - 13.46,18
- 2003:  Lahti Games - 13.51,16
- 2003:  Fins. kamp - 13.52,27

### 10.000 m
- 1998: 7e Nordic Challenge - 29.33,97
- 1998:  Fins. kamp - 29.26,35
- 1999:  Nordic Challenge - 29.06,06
- 1999:  EK U23 - 28.40,87
- 1999:  Fins. kamp - 28.36,71
- 1999:  SWE vs FIN - 29.11,19
- 2000:  Nordic Challenge - 29.14,85
- 2000:  Tampere International Meeting - 28.36,46
- 2000:  Fins. kamp - 28.38,42
- 2000:  Finland-Sweden Dual Meeting - 29.21,60
- 2001:  Fins. kamp - 29.58,04
- 2001:  FIN-SWE Meeting - 28.33,64
- 2003: 10e FBK-Games - 29.26,77
- 2003:  Paavo Nurmi Games - 28.09,94
- 2003:  Fins. kamp - 28.48,87
- 2003:  SWE vs FIN - 28.58,12
- 2005:  FIN vs SWE - 29.11,28
- 2009:  Nordic Challenge - 29.33,73

### 10 km
- 2002:  Strömstadmilen - 29.41
- 2002: 5e Porto - 29.03
- 2002: 4e Madrid - 28.31
- 2010:  Midnattsloppet - 32.15
- 2011:  Midnattsloppet - 31.38

### halve marathon
- 1998: halve marathon - 1:06.45
- 2000: 35e WK in Veracruz - 1:07.32
- 2001: 28e WK in Bristol - 1:03.01
- 2002: 28e WK in Brussel - 1:03.33

### marathon
- 2001: 21e marathon van Rotterdam - 2:16.24
- 2002:  EK - 2:12.14
- 2003:  marathon van München - 2:12.14
- 2003: 13e marathon van Berlijn - 2:12.10
- 2004: 22e OS - 2:17.50
- 2005: DNF WK
- 2005: 11e marathon van Frankfurt - 2:14.58
- 2006: 7e EK - 2:13.10
- 2006:  marathon van Mariehamn - 2:28.58
- 2007: 8e marathon van Rotterdam - 2:14.20
- 2007: 9e WK - 2:19.36
- 2007:  marathon van Mariehamn - 2:23.51
- 2008: 9e marathon van Rotterdam - 2:10.46
- 2008: 19e OS - 2:14.44
- 2010: 4e marathon van Riga - 2:23.57
- 2011: 6e marathon van Riga - 2:21.19
- 2013: 13e marathon van Stockholm - 2:26.40
- 2014: 12e marathon van Stockholm - 2:27.32

- Bibsys: 6051228
- Gemeinsame Normdatei: 1129194957
- World Athletics: 14181921
- International Standard Name Identifier: 0000 0000 4825 318X
- Library of Congress Control Number: no2006062676
- ORCID: 0000-0003-2449-4888
- LIBRIS: 383311
- Système universitaire de documentation: 227280393
- Virtual International Authority File: 16978716
- WorldCat: E39PBJpjhddxM69dQrCfYGMgKd